# Nokia N96

Nokia N96 este succesorul pentru Nokia N95.N96 are dimensiunea asemanătoare cu N95 8GB. Greutatea este aproape identică, are 125 de grame cu 3 grame mai puțin decât N95 8GB.
Caracteristici
- Symbian OS v9.3 S60
- Cameră 5 megapixeli cu dublu bliț
- Dual ARM 9 264 MHz
- GPS, aGPS
- SDRAM 128 MB
- Baterie 950 mAh[1]
- Ecran 2.8 inchi TFT LCD
- Memoria internă 16 GB
- Wi-fi
- Card de memorie microSD/microSDHC
- Micro USB